# Dolișnie Zalucicea, Sneatîn
Dolișnie Zalucicea (în ucraineană Долішнє Залуччя) este un sat în comuna Horișnie Zalucicea din raionul Sneatîn, regiunea Ivano-Frankivsk, Ucraina.

## Demografie
Componența lingvistică a localității Dolișnie Zalucicea
     Ucraineană (99,67%)
     Alte limbi (0,33%)
Conform recensământului din 2001, majoritatea populației localității Dolișnie Zalucicea era vorbitoare de ucraineană (99,67%), existând în minoritate și vorbitori de alte limbi.